# Modeste Terwagne
Nicolas Modeste Terwagne (Namen, 14 januari 1864 - Brussel, 30 januari 1945) was een Belgisch medicus en politicus voor de BWP.

## Levensloop
Terwagne werd geboren in een katholiek slagersgezin uit Dinant en studeerde er aan het gemeentelijk college. In 1888 promoveerde hij tot doctor in de geneeskunde aan de ULB. Enige tijd later vestigde hij zich als arts in Antwerpen. In 1900 stichtte hij er een artsenvakbond, het Geneeskundige Syndikaat, en hij was tevens redacteur van het artsenblad Médécine et hygiène. 
Hij was politiek actief als progressief liberaal, maar in 1894 sloot hij zich aan bij de socialistische beweging, waarmee hij tijdens zijn studententijd in contact was gekomen. Hij werd een van de kopmannen van de Antwerpse afdeling van de Belgische Werkliedenpartij (BWP) en zetelde vanaf juni 1914 in de raad van bestuur van de socialistische Volksgazet. Hij zette zich in voor het officieel onderwijs, voor de aanwerving en opleiding van lekenverpleegsters en voor meer en betere hygiëne. Tevens was hij als antiklerikaal een felle tegenstander van een samenwerking met de Antwerpse katholieke partij. Naarmate hij meer vertrouwd werd met het Nederlands werd hij ook voorstander van de Vlaamse Beweging.
Van 1899 tot 1920 was hij gemeenteraadslid van de stad Antwerpen. In 1900 werd hij verkozen tot socialistisch volksvertegenwoordiger voor het arrondissement Antwerpen. Hij vervulde dit mandaat tot in 1919.
In 1898 werd Terwagne voorzitter van de Antwerpse provinciale afdeling van de Belgische Bond tegen de Tuberculose en hij was tevens nationaal ondervoorzitter van deze bond. Samen met de liberale schepen van onderwijs dokter Victor Desguin, nam hij het initiatief tot het oprichten van een villa aan zee voor zwakke kinderen. Het werd, vanaf 1903, de Villa Maritime in Wenduine waar een honderdtal pretuberculeuze kinderen konden logeren. Op de eerste verdieping hadden ze de mogelijkheid om in open lucht te rusten. Terwagne werd beheerder van de zeevilla en verbleef er ook tijdens de zomermaanden. 
Tijdens de Eerste Wereldoorlog was hij in Den Haag directeur van het Belgisch propaganda- en documentatiecentrum. Hij was ook voorzitter van de Wereldunie van vrijdenkers. Tijdens de oorlog werd een voorstander van het Belgisch-nationalisme, het kolonialisme en een tegenstander van alles wat met de Vlaamse Beweging te maken had. Hij zag zijn Belgisch nationalisme namelijk als tegenstrijdig met het verdedigen van Vlaamse belangen. Dit leidde tot een conflict met de Vlaamsgezinde vleugel van de BWP-federatie in Antwerpen, die werd geleid door Camille Huysmans. Ook het feit dat deze vleugel niet afkerig stond tegenover samenwerking met  de katholieken, kon bij de onversneden antiklerikale Terwagne op weinig bijval rekenen. De Algemene Raad van de Belgische Werkliedenpartij sprak in het interne conflict zijn steun uit voor de strekking rond Huysmans en Terwagne werd uit de Antwerpse BWP gezet. Bij de verkiezingen van 1919 kwam hij bijgevolg op met een eigen lijst. Hij behaalde echter amper stemmen en werd bijgevolg niet herkozen.
Bij de verkiezingen van 1919 kwam Terwagne op met een eigen lijst. Hij werd niet herkozen in de Kamer en verhuisde in 1921 naar Brussel. In 1925 deed hij met een antiklerikale radicaal-socialistische lijst opnieuw een poging om herkozen te geraken tot volksvertegenwoordiger, maar zonder succes. In die tijd nam hij ook deel aan het leiderschap van de Radicale Internationale.
Terwagne was eveneens vrijmetselaar; in 1889 werd hij lid van de Antwerpse loge Les Amis du Commerce et de la Persévérance Réunis. Ook was hij penningmeester en van 1891 tot 1899 voorzitter van de vrijzinnige vereniging La Libre Pensée-De Vrije Gedachte. Na zijn verhuizing naar Brussel sloot hij zich aan bij de loge Les Amis Philantropes. Ook werd hij nationaal ondervoorzitter van algemene raad van de vrijzinnige beweging in België en was hij van 1928 tot aan zijn dood in 1945 directeur van de vrijzinnige krant La Pensée. Bovendien evolueerde hij tot een aanhanger van de Waalse Beweging en nam hij in de jaren 1930 deel aan congressen van de Concentration wallonne, waarvan hij in Amblève een afdeling voorzat.

## Publicaties
- Portez-vous bien! Notions élémentaires d'hygiène, Antwerpen, 1900.
- Ce que doivent savoir ceux qui vont à la mer, Antwerpen, 1908.
- Pour la défense du pays. Documents sur la guerre européenne, 1914-1915, Brussel-Parijs, 1916.